# Escritorio

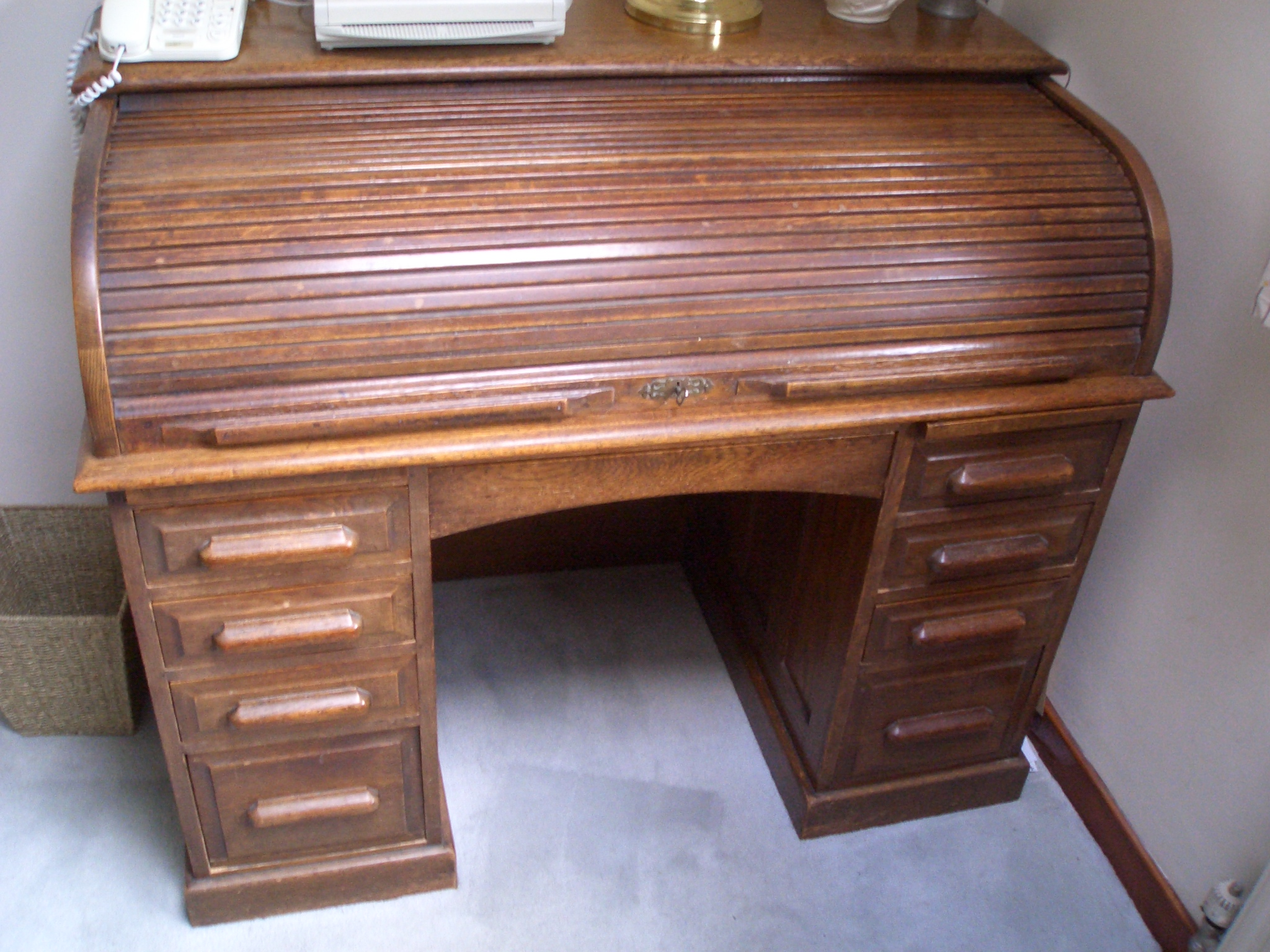
Típico escritorio con tapa.

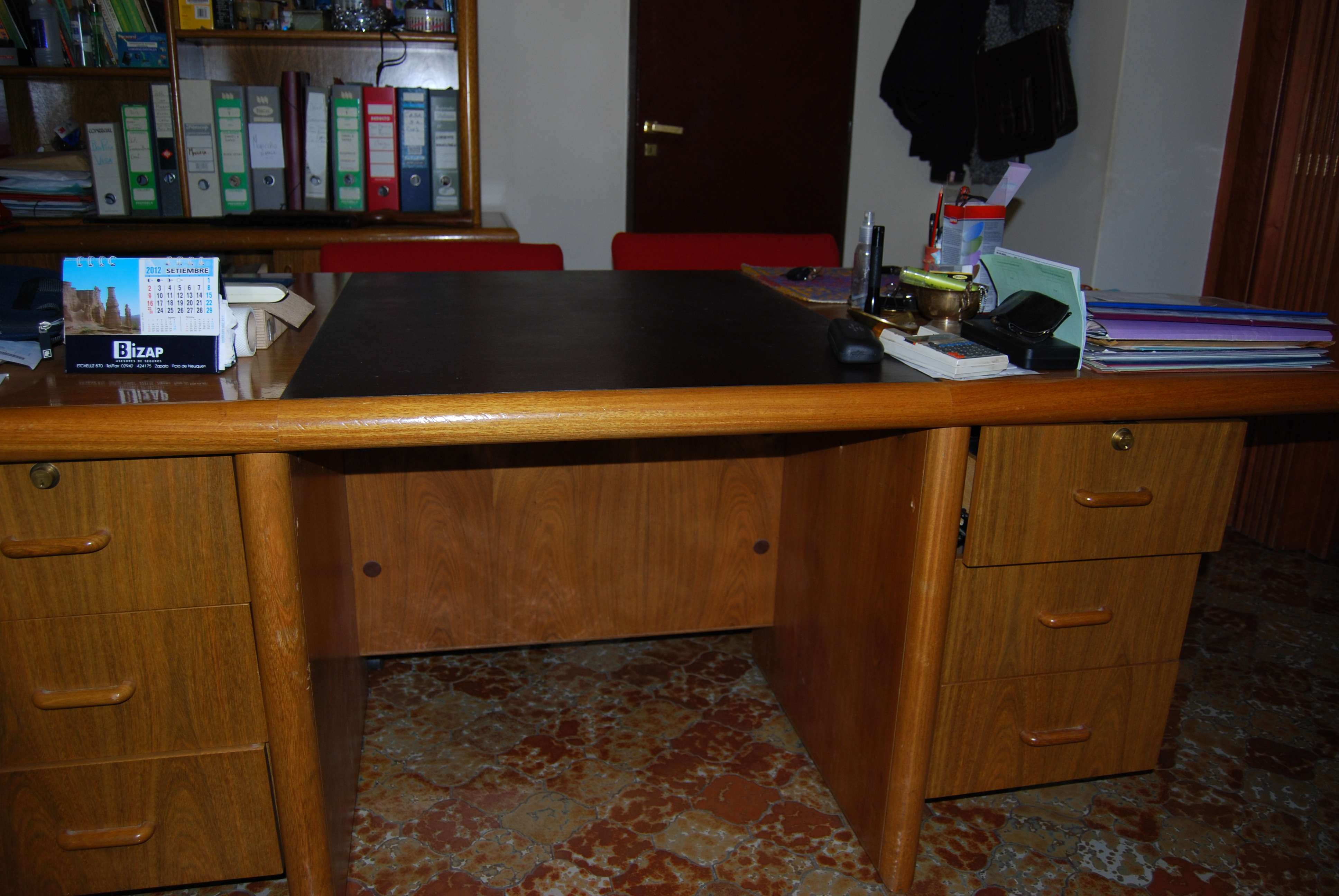
Escritorio de oficina.

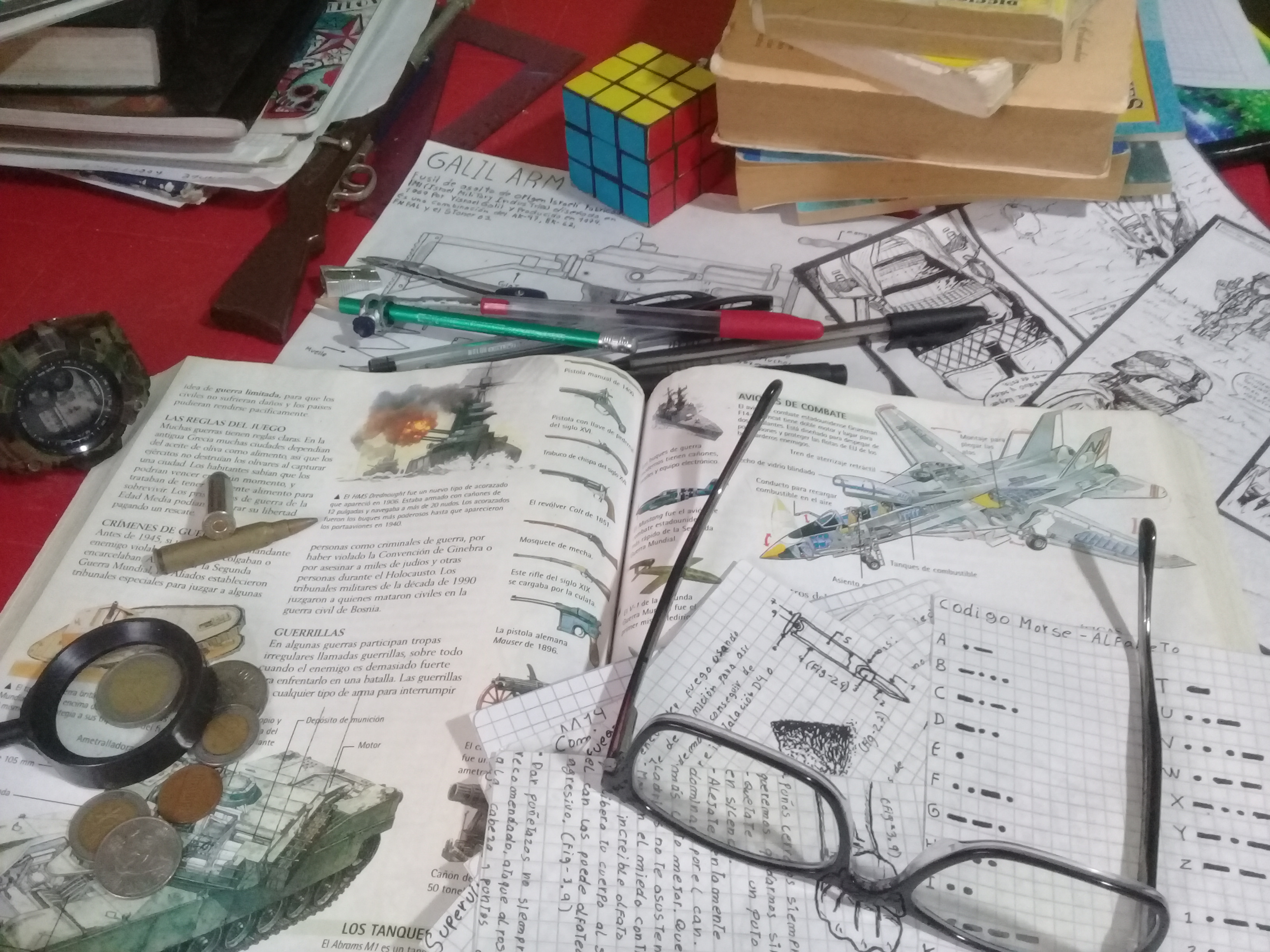
Escritorio doméstico desorganizado

El escritorio (del latín scriptorium) es un tipo de mueble y una clase de mesa. Es usado frecuentemente en el entorno de trabajo y de oficina, para leer, escribir sobre él, para usar utensilios sencillos como lápiz y papel o complejos como una computadora. Los escritorios tienen a menudo uno o más cajones.

## Los primeros escritorios en la historia
No existen vestigios de que se utilizara un tipo de mueble específico como los escritorios en la Antigüedad clásica ni en las otras civilizaciones antiguas del Medio Oriente o Lejano Oriente. En el medievo, las ilustraciones muestran los primeros muebles que parecen haber sido diseñados y construidos para la lectura y la escritura, o uso cotidiano de los monjes calígrafos, principales difusores de la cultura durante esa época, utilizaban atriles que se colocaban sobre las rodillas o mesitas.
Con la llegada del Renacimiento y la difusión de la imprenta se comienza a utilizar una mesa específica 
Los escritorios del Renacimiento y épocas posteriores tuvieron una estructura más delgada que la mesas anteriores, y con más cajones. Como elemento determinante del destino para escritorio de las mesas y otros muebles de este periodo, es la presencia de un cajón con tres pequeñas separaciones (para el bote de tinta, el papel secante y el polvo de bandeja) y un espacio para el lápiz. 
El escritorio con las formas que se conocen actualmente nacieron fundamentalmente en el siglo XVII y siglo XVIII. El escritorio para ordenador de las últimas décadas es la edición más reciente a una larga lista de formas de escritorio, pero que resulta ser un refinamiento de la mesa de dibujo creada a finales del siglo XIX.
Los escritorios no solo se utilizan para la escritura, sino también para guardar objetos, documentos y útiles para escritorio, por lo que van provistas de cajones a los costados, que hacen de soporte y dejan en el centro un espacio para los pies.

## Era industrial
El uso de la máquina de vapor hizo posible una rebaja de los costes de fabricación en la industria del mueble. A partir de entonces, se fabricaron cantidades limitadas de escritorios de buena calidad para hogares y oficinas de mayor lujo, mientras que la gran mayoría de las mesas se realizaban de forma rápida por mano de obra no cualificada y con uso de componentes estandarizados. Así, la edad por sí sola no garantiza que un antiguo escritorio sea una pieza de buena calidad, ya que este cambio en la fabricación se llevó a cabo hace poco más que un centenar de años. 
La necesidad de almacenar papel y correspondencia impulsó la creación de escritorios más complejos y especializados, como el modelo rolltop, que fue fabricado en serie a finales del siglo XIX y principios del siglo XX, siendo variante del clásico escritorio cylinder. Se proporcionaba una forma rápida y relativamente barata de guardar el flujo cada vez mayor de papel sin tener que ser retirado este al final de la jornada. Los documentos en papel comenzaron a considerar la mesa definitivamente como su "hogar" con la llegada de los archivadores. La correspondencia y demás documentos eran ya demasiado numerosos y causaban problemas a la hora de ser clasificados, por ello comienza a ser habitual la incorporación de casilleros en un pequeño compartimiento por encima o por debajo de la mesa de trabajo. Ejemplo de este interés por aumentar la funcionalidad de la mesa de trabajo es el famoso escritorio Wooton. Estos nuevos diseños podían transformarse en diferentes formas y ángulos.

## Escritorios de acero
Un escritorio de acero es el mueble más grande en el trabajo de oficina, se produjo a finales del siglo IXX y principios del siglo XX  con la difusión del denominado papel de calco y su uso masivo en las máquinas de escribir. Se introdujeron escritorios de acero que fueran capaces de aguantar cargas más pesadas de papel y soportar mejor el trabajo con máquinas de escribir. Se hizo popular el denominado escritorio en "L", con un añadido lateral utilizado como anexo para la máquina de escribir. 
Otra fase de gran crecimiento de este sector se produjo tras la Segunda Guerra Mundial con la extensión del uso de la fotocopiadora,  que provocó un incremento del trabajo de las oficinas  y con ello del número de puestos de trabajo que requerían mesas de escritorio, disminuyendo la superficie de trabajo de estos puestos a medida que los precios de los alquileres se elevaban, y los documentos fueron trasladados  directamente a archivadores, enviados a centros de gestión de documentos, o transformados en microfilm, o ambas cosas al mismo tiempo. 
También se extendieron los muebles modulares con varios asientos. Incluso los escritorios de los directivos y ejecutivos, a medida que su número crecía, se convirtieron en productos fabricados a gran escala, construidos con madera contrachapada o aglomerado.

## Escritorios para estudiantes

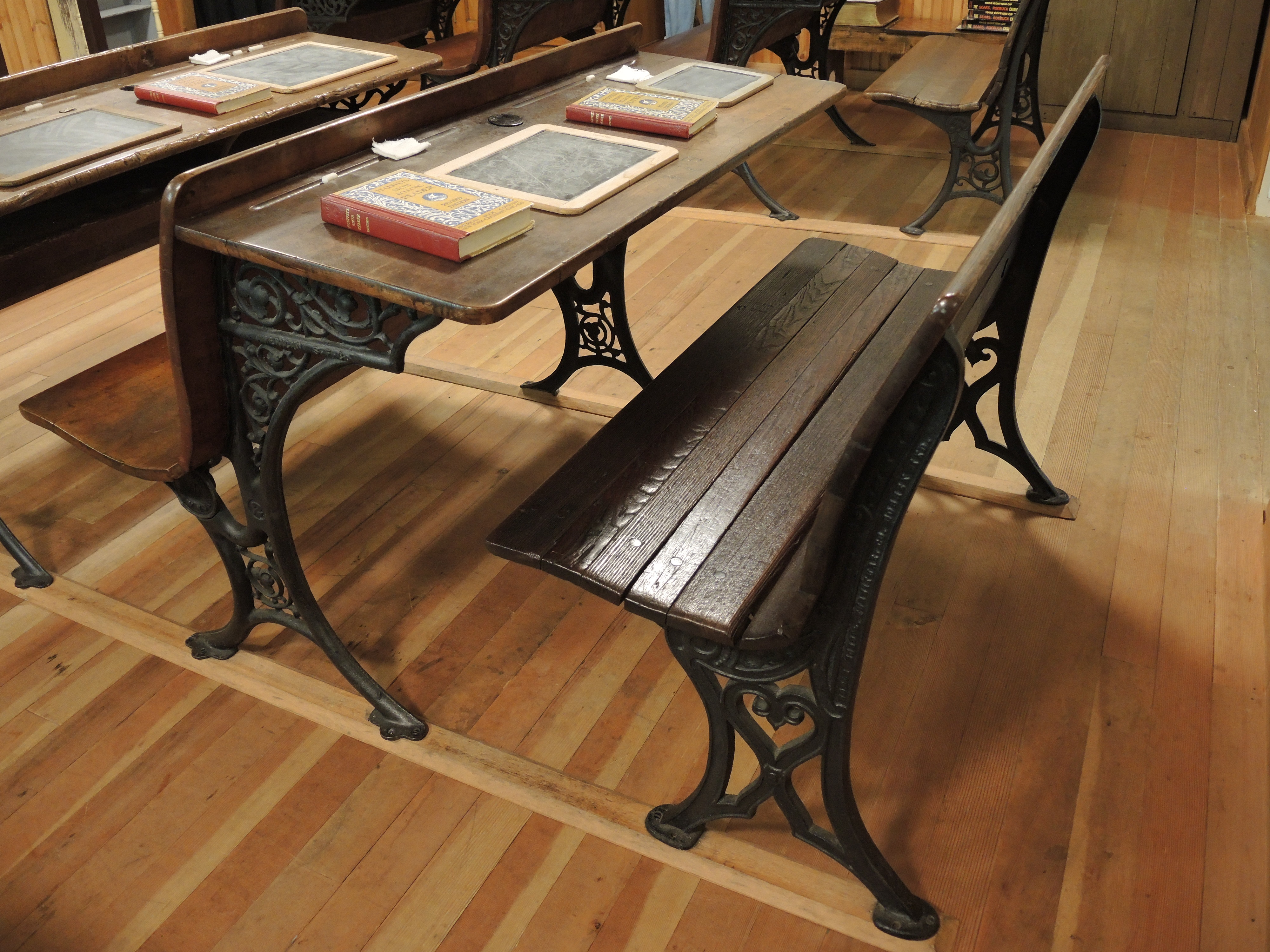
Pupitre escolar fabricado por la American S.F. Company de Buffalo, Nueva York, alrededor de 1900.

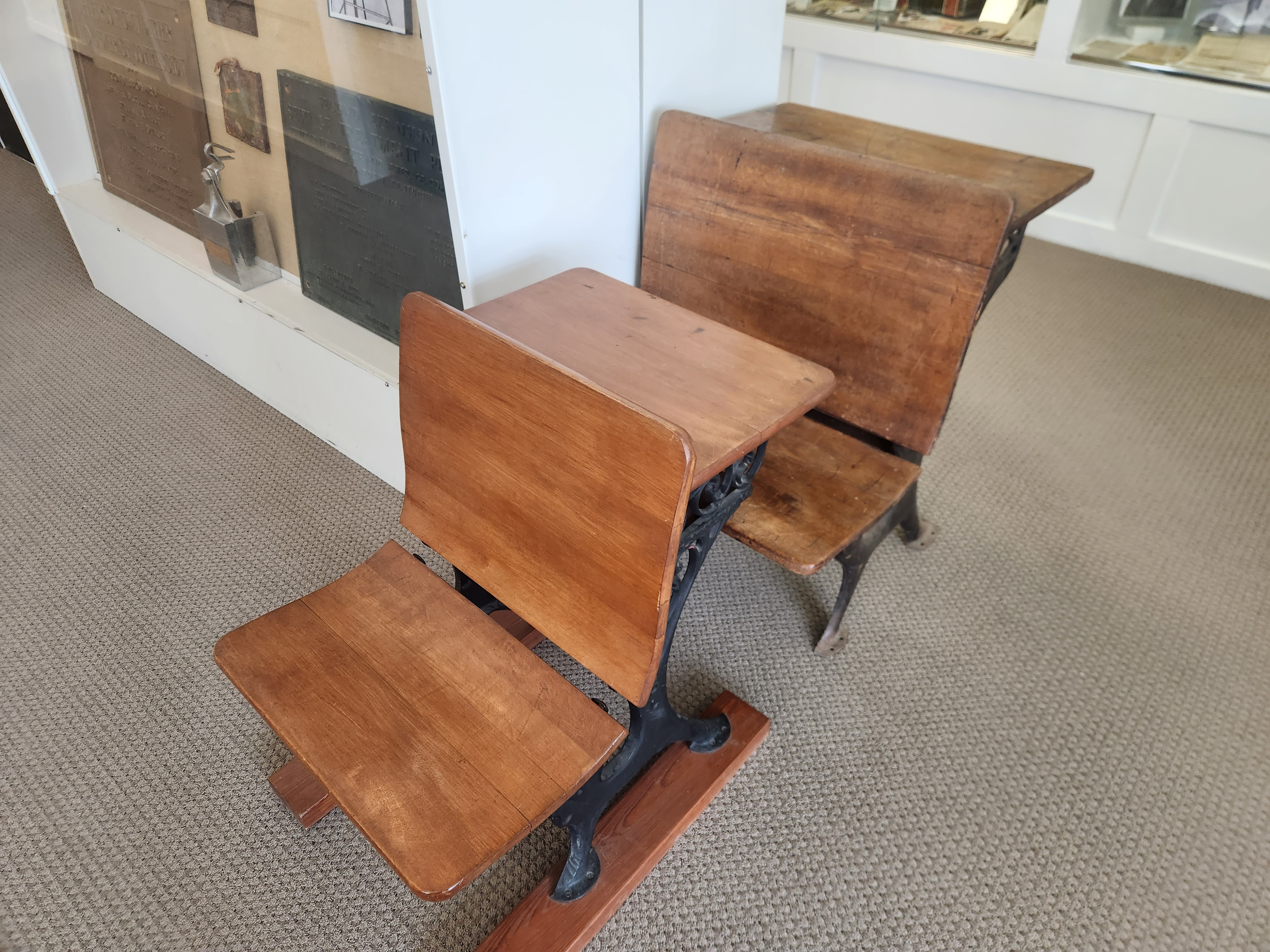
Pupitres en el Museo Histórico de Jeffersontown.

Un escritorio estudiantil puede ser cualquier forma de escritorio destinado para su uso por un estudiante en educación primaria, secundaria o postsecundaria. Anna Breadin diseñó y patentó un escritorio escolar de una sola pieza a finales de la década de 1880, que se construyó con una sección de mesa unida frente a un asiento y respaldo de madera. Antes de esto, la mayoría de los estudiantes en América se sentaban en sillas o largos bancos en mesas largas.

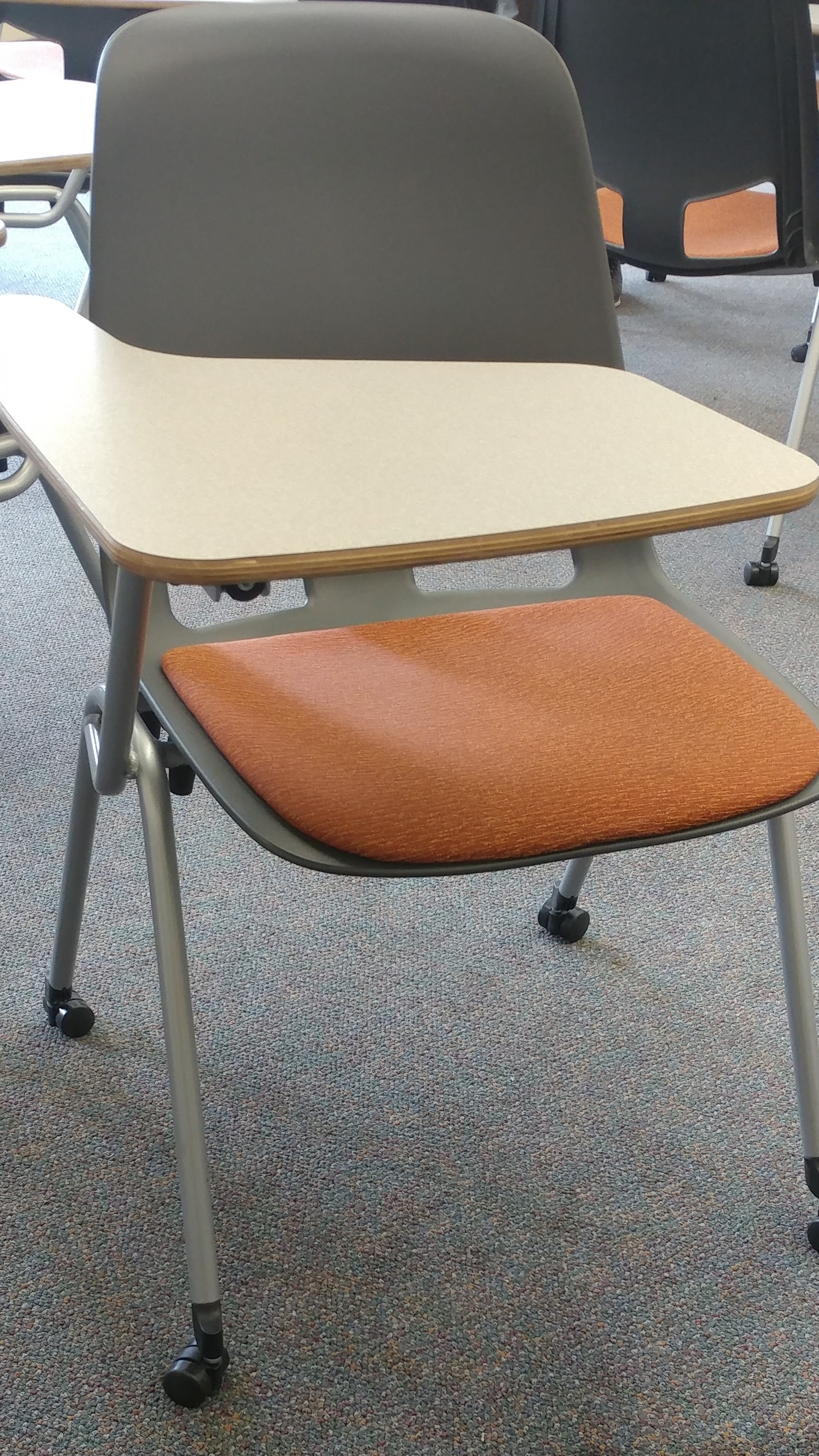
Escritorio y silla estudiantiles comúnmente utilizados en muchas escuelas secundarias y universidades.

En los hogares, el término "escritorio para estudiante" designa a menudo un pequeño escritorio con pies, o mesa para escribir construido para ser utilizado por un adolescente o preadolescente en su habitación. A menudo es un escritorio pedestal, con solo uno de los dos pies y aproximadamente dos tercios de la superficie del escritorio. Estos escritorios a veces se llaman "escritorios de pedestal izquierdo" y "escritorios de pedestal derecho", según la posición del único pedestal. Estos escritorios no son tan altos como los escritorios normales para adultos. En algunos casos, el escritorio está conectado desde el asiento hasta la mesa.
Los escritorios suelen fabricarse en serie en acero o madera y se venden en el mercado de consumo. Hay una amplia variedad de planes disponibles para que los entusiastas de la carpintería construyan sus propias versiones. Los escritorios estudiantiles modernos fabricados en serie a menudo están hechos con tapas de mesa laminadas y asientos de plástico moldeado en una sola unidad combinada, con almacenamiento debajo del escritorio o en un estante de alambre bajo el asiento. Existen muchas formas novedosas de escritorios estudiantiles diseñadas para maximizar el área relativamente limitada disponible en la habitación de un niño. Uno de los más comunes es el escritorio litera, también llamado "cama alta", es decir con la cama o litera por encima de la mesa.

## Influencia de las computadoras

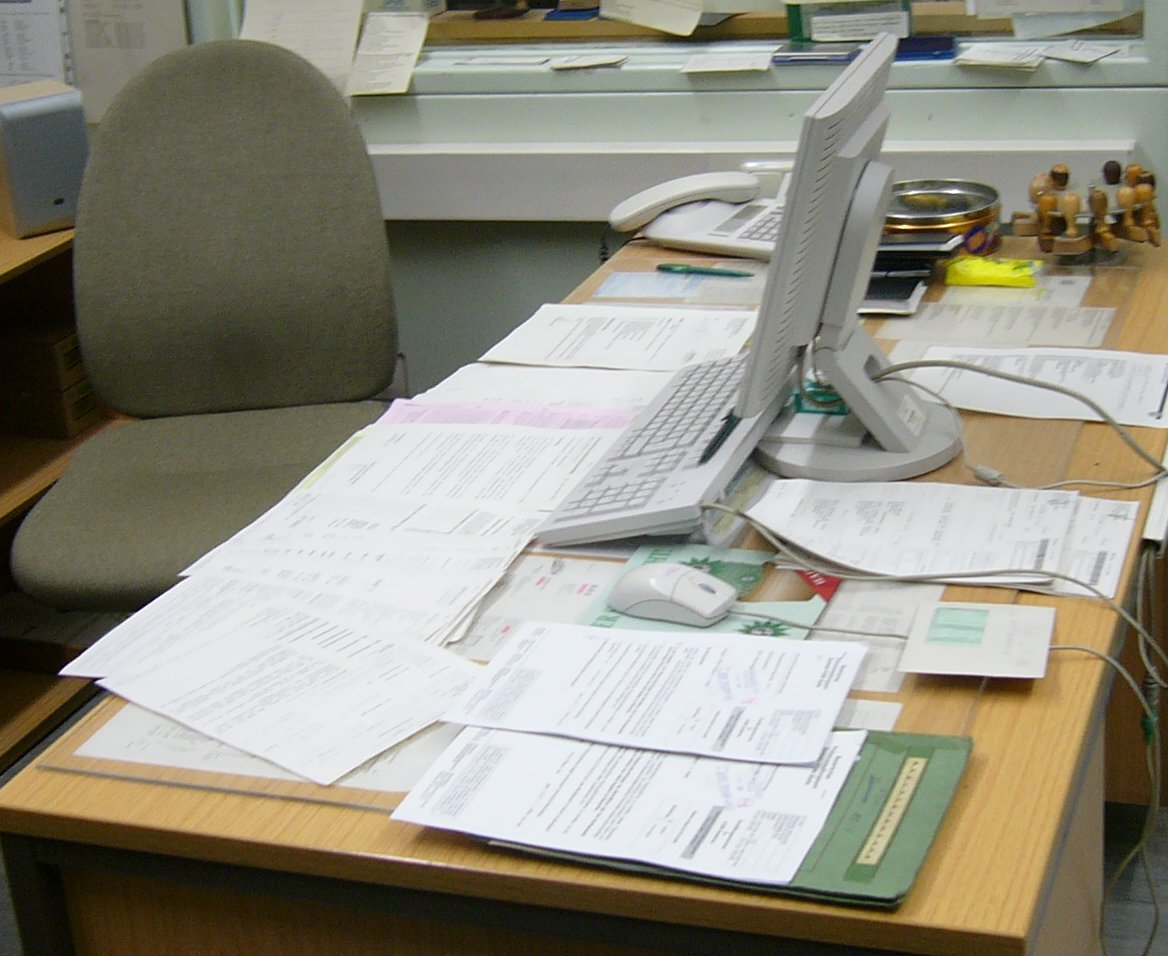
Un escritorio en una oficina

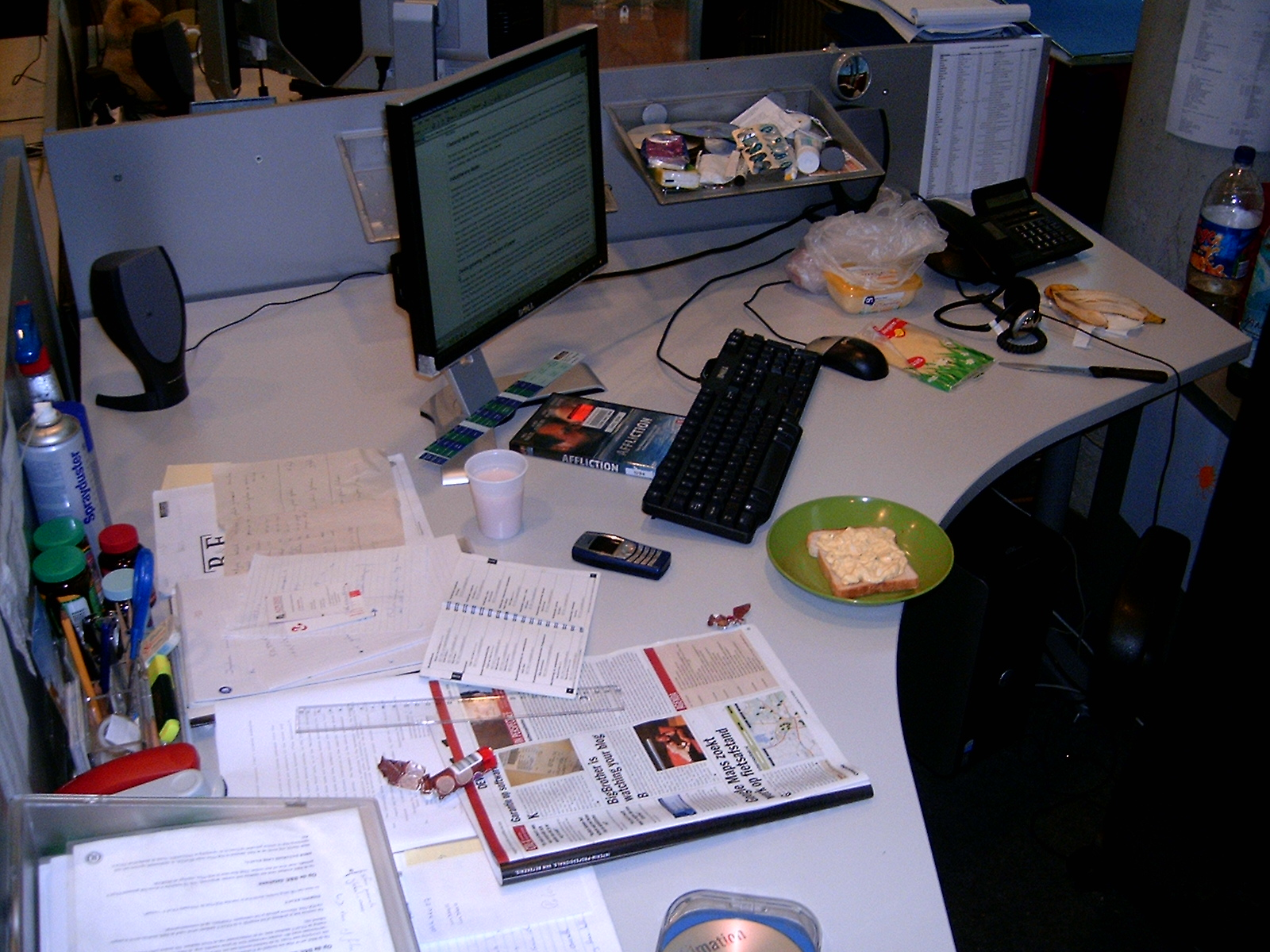
Un escritorio de oficina en un cubículo, que muestra el espacio compartido entre componentes de computadora y documentos en papel.

Hasta finales de la década de 1980, los escritorios seguían siendo un lugar para el papeleo y las "máquinas de oficina", pero la computadora personal estaba ganando terreno en empresas grandes y medianas. Las nuevas equipamientos de oficina incluían un "hueco para las rodillas", que era un lugar para una terminal o una computadora personal y una bandeja para el teclado. Pronto, los nuevos diseños de oficinas también incluyeron suites en forma de "U" que agregaban una superficie de trabajo tipo puente entre un aparador trasero y el escritorio frontal. Durante la recesión norteamericana de principios de la década de 1990, muchos gerentes y trabajadores ejecutivos tuvieron que realizar procesamiento de texto y otras funciones que anteriormente realizaban mecanógrafos y secretarias. Esto necesitó una colocación más central de la computadora en estos sistemas de escritorio en forma de "U".
Con la prevalencia de las computadoras, el "papel de computadora" se convirtió en un material de oficina común. El comienzo de este auge del papel dio origen al sueño de la "oficina sin papel", en la que toda la información solo aparecería en monitores de computadora. Sin embargo, la facilidad para imprimir documentos personales y la incomodidad de leer textos largos en monitores de computadora llevaban a una gran cantidad de impresiones de documentos. La necesidad de espacio para documentos competía con el aumento del espacio en el escritorio que ocupaban monitores de computadoras, computadoras, impresoras, escáneres y otros periféricos. La necesidad de más espacio llevó a algunas empresas de escritorios a colocar algunos accesorios en la parte posterior del escritorio, como regletas de enchufes y organizadores de cables, en un intento de despejar el escritorio del desorden eléctrico.
A lo largo del "boom tecnológico" de la década de 1990, el número de trabajadores de oficina aumentó junto con el costo del alquiler de espacio de oficina. El escritorio tipo cubículo se aceptó ampliamente en América del Norte como una forma económica de incorporar a más trabajadores de escritorio en el mismo espacio, sin reducir aún más el tamaño de sus abarrotadas superficies de trabajo. Las paredes de los cubículos se convirtieron en un nuevo lugar donde los trabajadores sujetaban papeles y otros elementos que antes se dejaban en la superficie horizontal del escritorio. Incluso los bordes de los monitores de computadora se usaban para adjuntar notas recordatorias y tarjetas de presentación.
A principios de la década de 2000, los trabajadores de oficinas privadas descubrieron que los muebles para colocar la computadora en el costado y en la parte trasera dificultaban mostrar el contenido de una pantalla de computadora a invitados o compañeros de trabajo. Los fabricantes respondieron a este problema creando escritorios "orientados hacia adelante", donde los monitores de computadora se colocan en la parte frontal de la estación de trabajo en forma de "U". Esta disposición frontal del monitor de la computadora promueve una línea de visión más clara para saludar a los colegas y permite la visualización común de la información mostrada en una pantalla.
La sustitución de los voluminosos monitores CRT por pantallas planas LCD liberó un espacio significativo en los escritorios. Sin embargo, el tamaño de las pantallas a menudo aumentó para acomodar múltiples ventanas en pantalla y mostrar más y más información simultáneamente. El peso más ligero y el perfil más delgado de las nuevas pantallas les permitieron montarse en brazos flexibles, de modo que se pudieran girar para verlas o apartarlas, y ajustarlas con frecuencia según fuera necesario.

## Tipos
- Escritorio de El Bestiario
- Escritorios esquineros: son muebles pensados para aprovechar los rincones de las habitaciones que de otra manera quedarían infrautilizadas.
- Escritorios plegables: populares en el mundo del minimalismo gracias a que pueden ocultarse con facilidad cuando no se necesiten emplear.

### Algunos ejemplos de escritorios antiguos

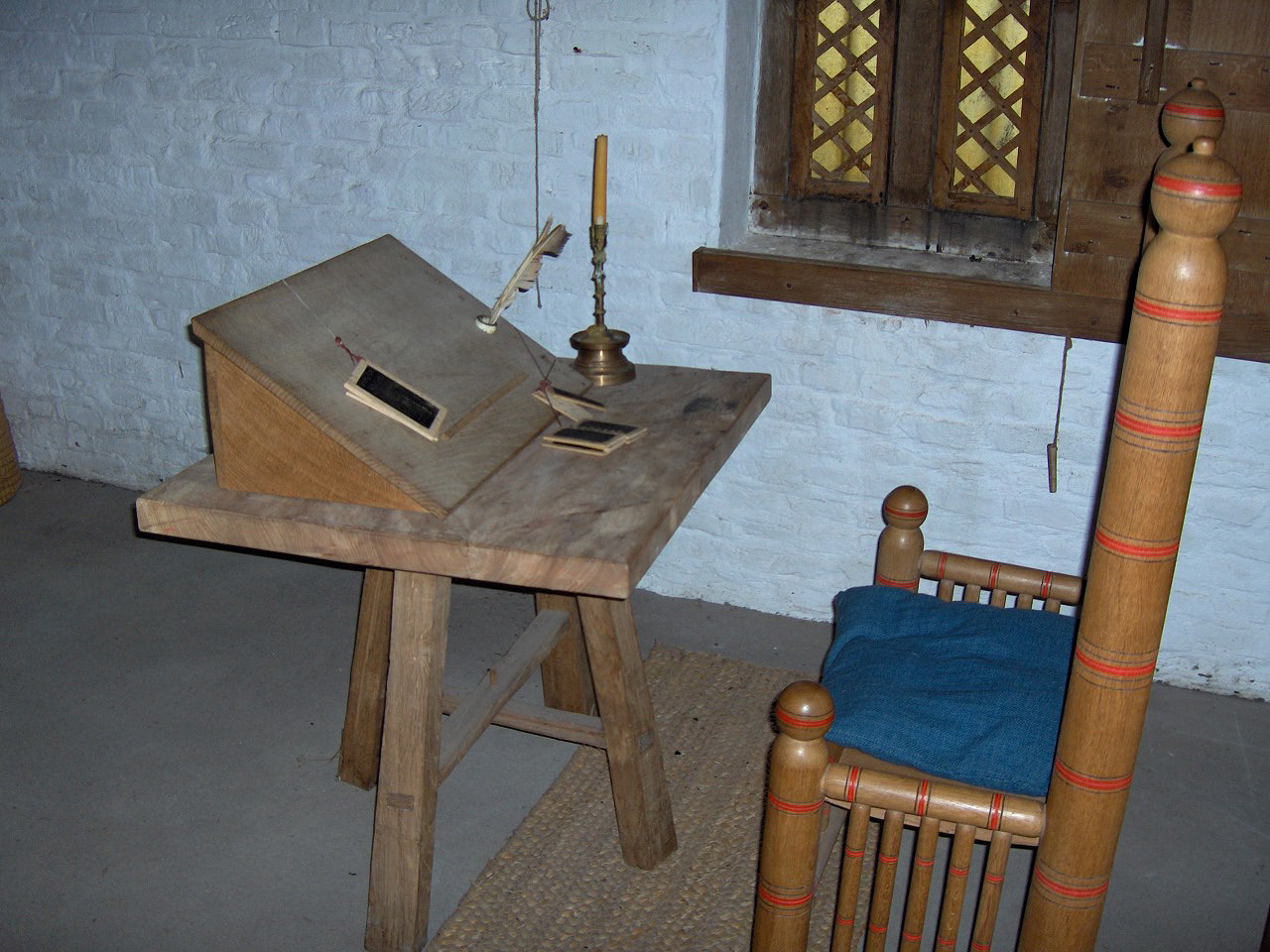
Escritorio medieval
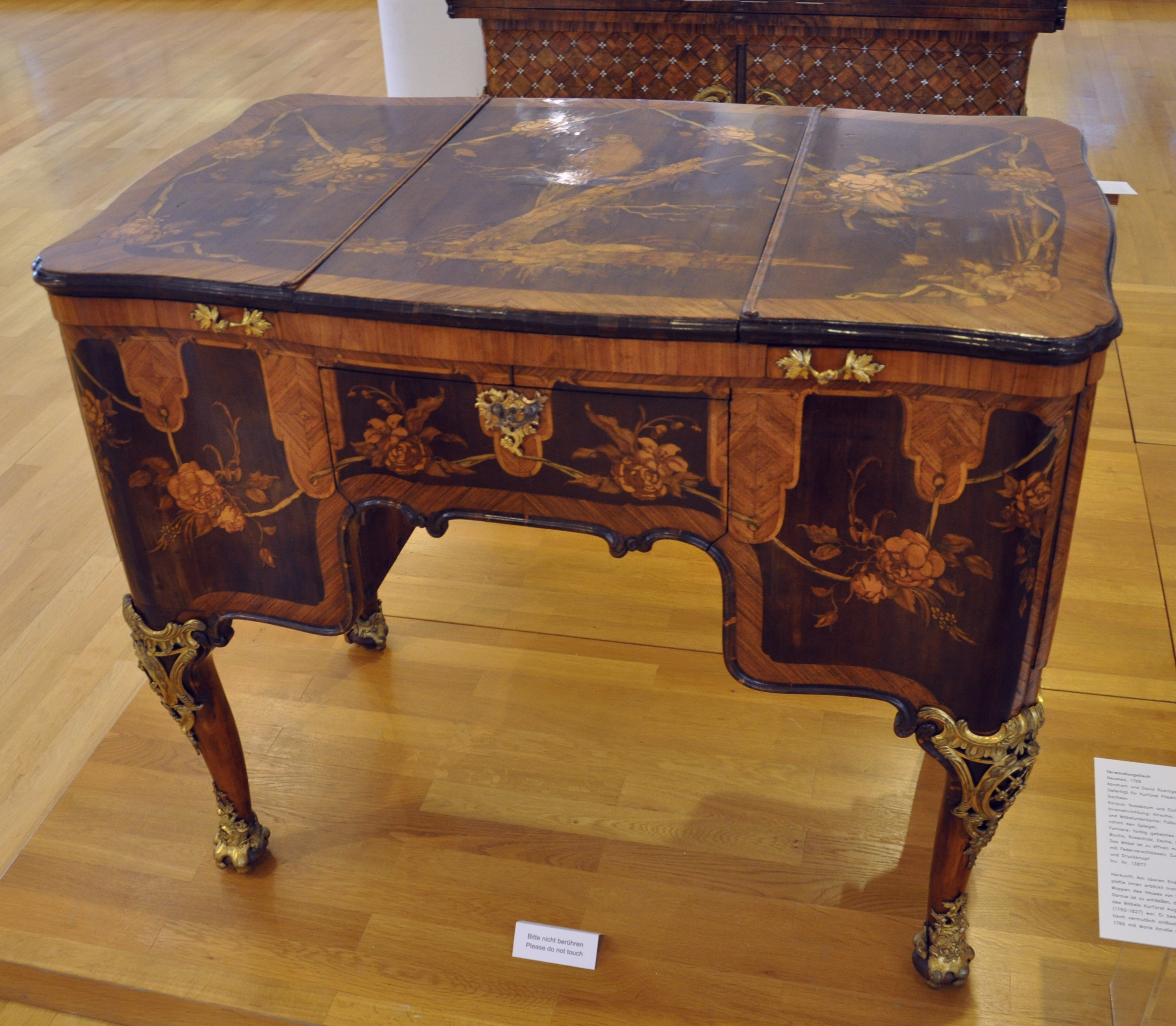
Escritorio de David Roentgen hacia 1769.
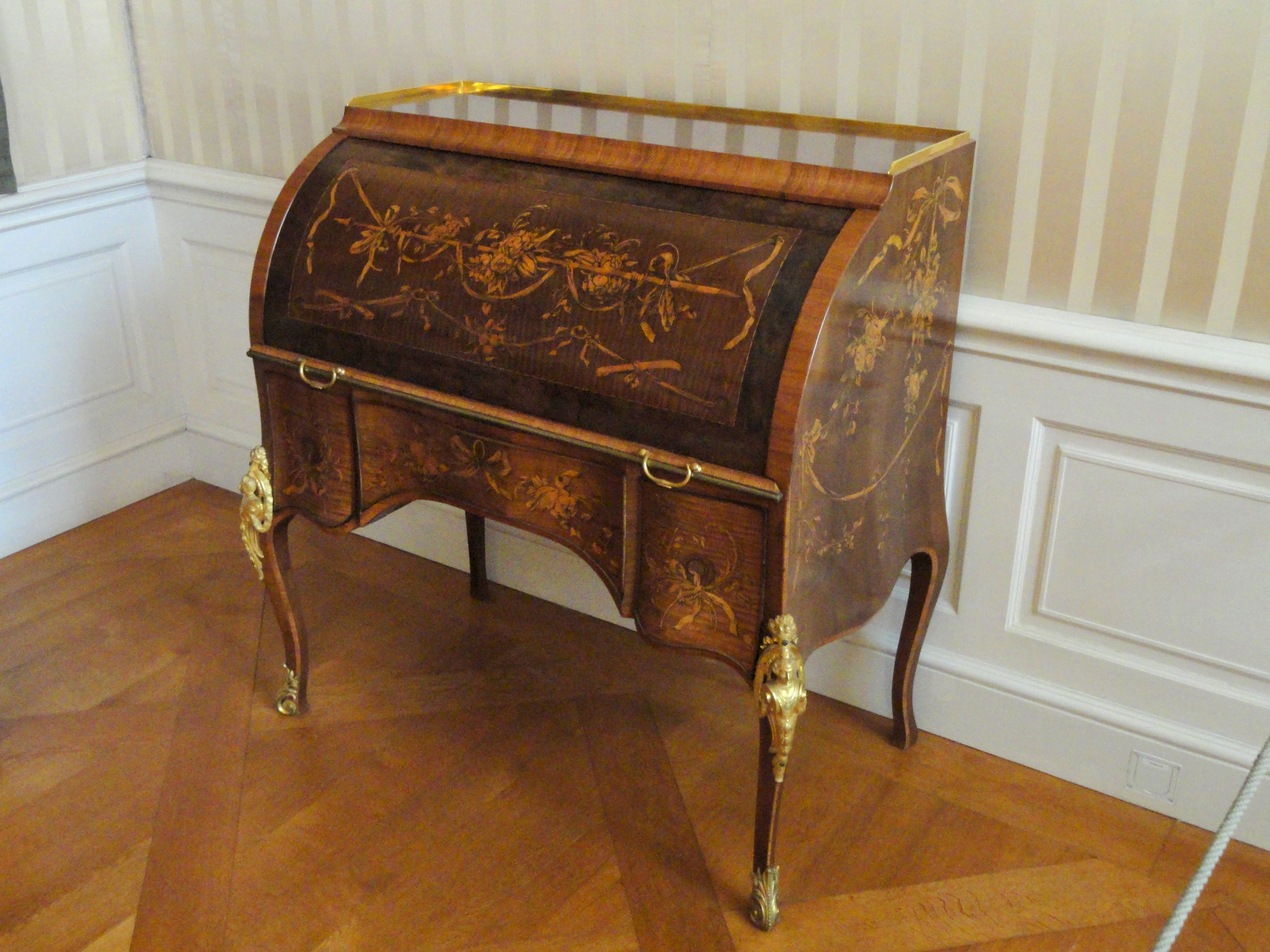
Escritorio cilíndrico de David Roentgen hacia 1775.
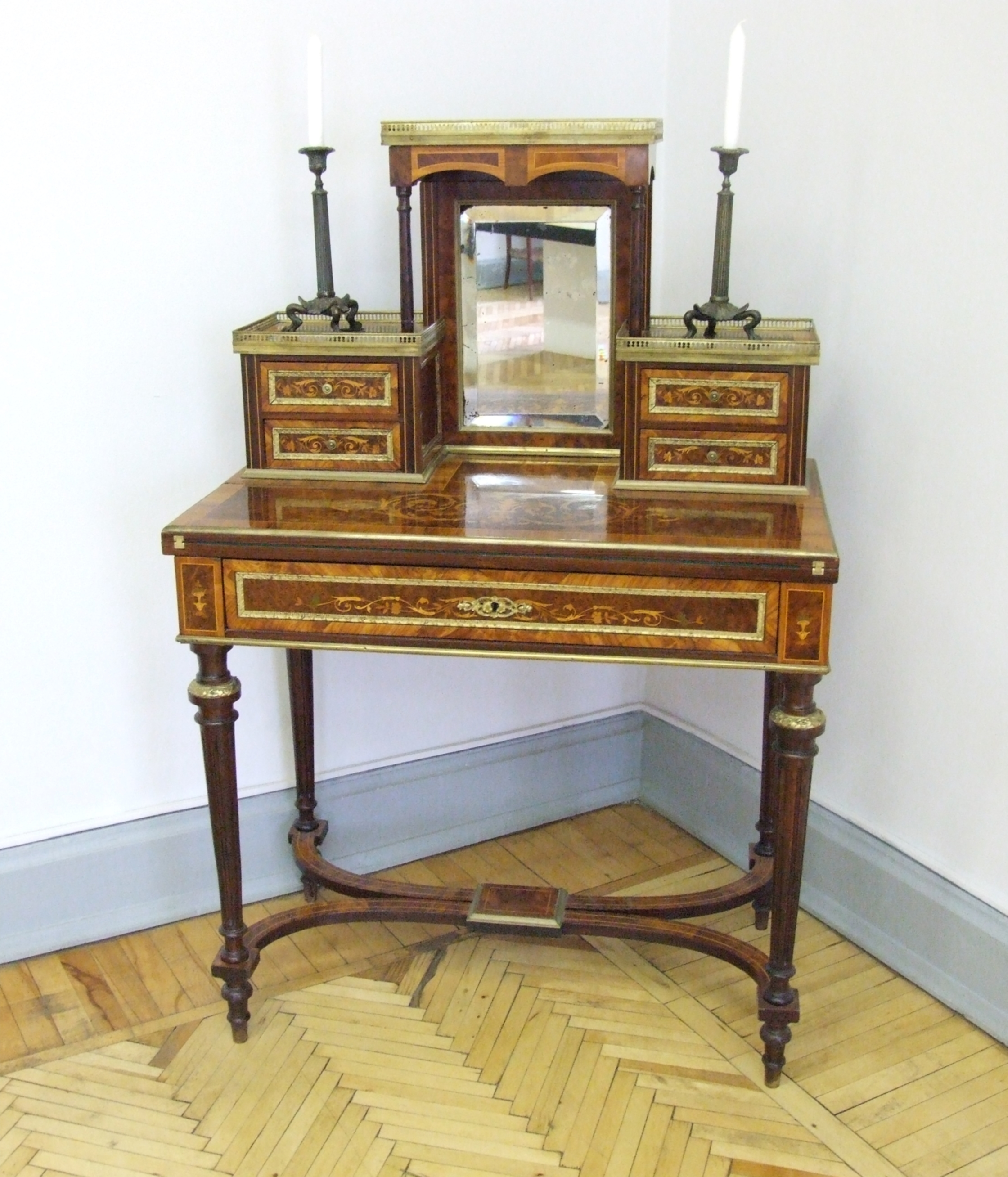
Bureau secretario bonheur-du-jour.
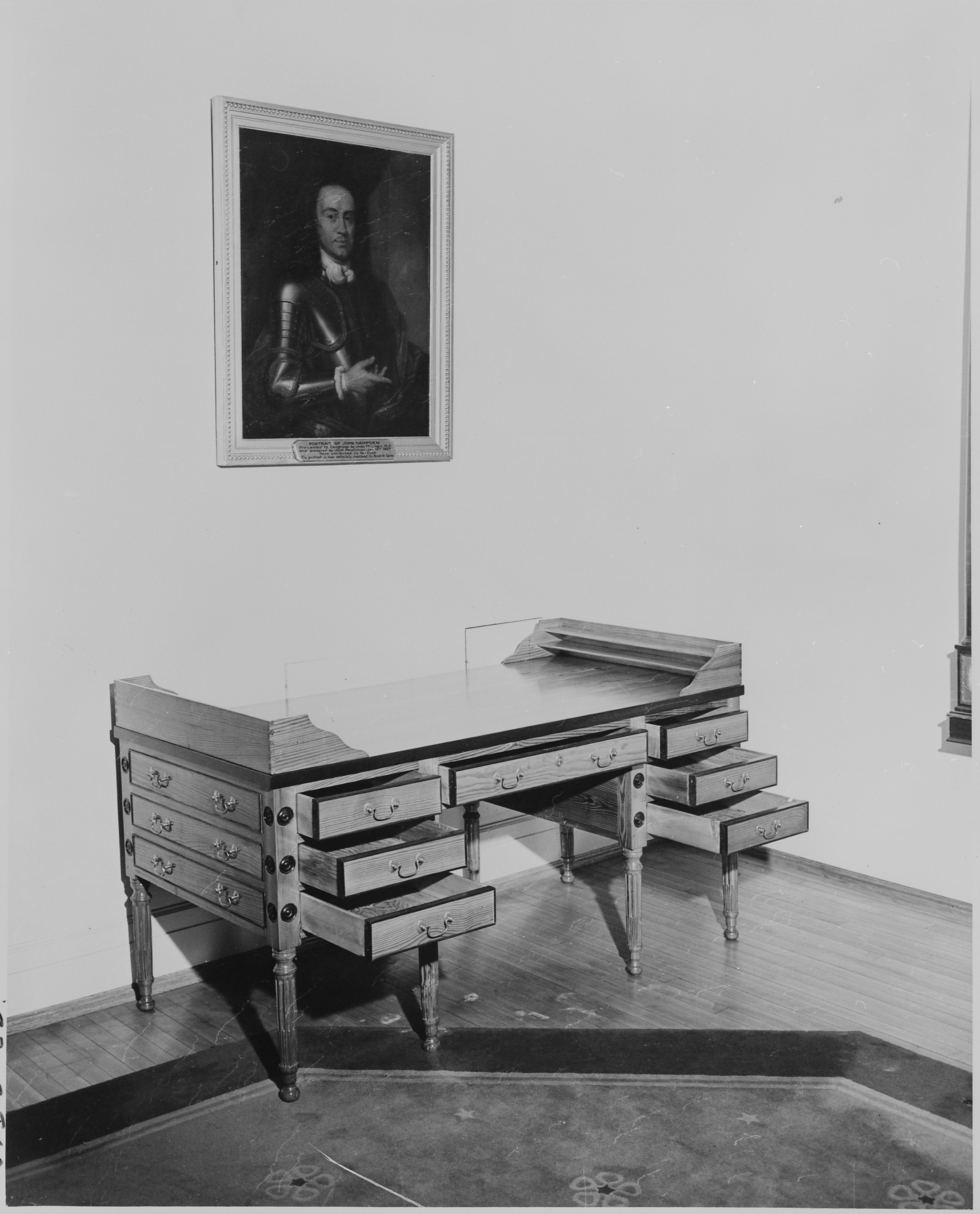
Réplica del escritorio de George Washington.
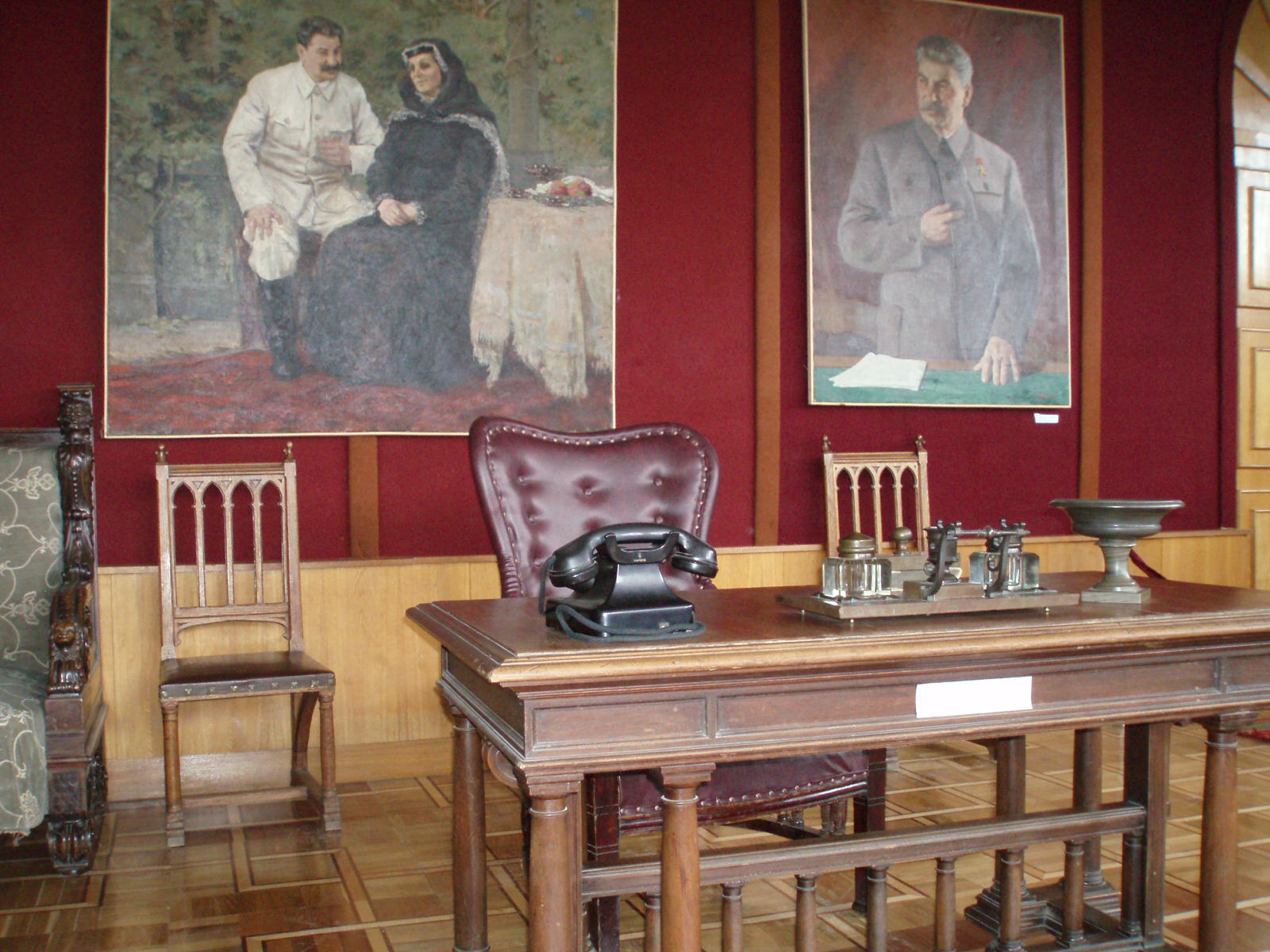
Escritorio de Josif Stalin en el museo de Stalin en Gori (Georgia).
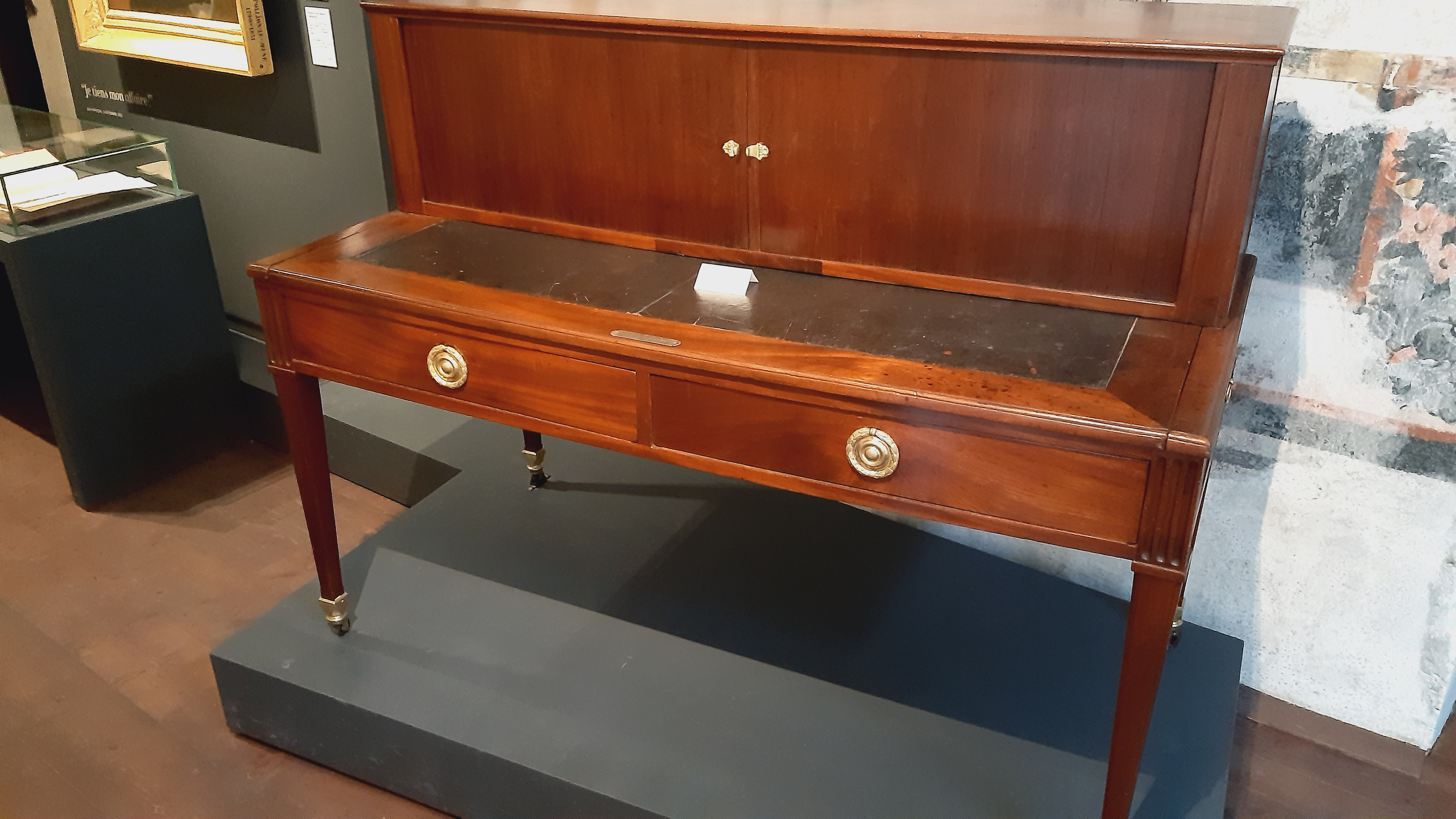
Escritorio de Jean-François Champollion sobre el que descifró los jeroglíficos egipcios en 1822, Museo Champollion.
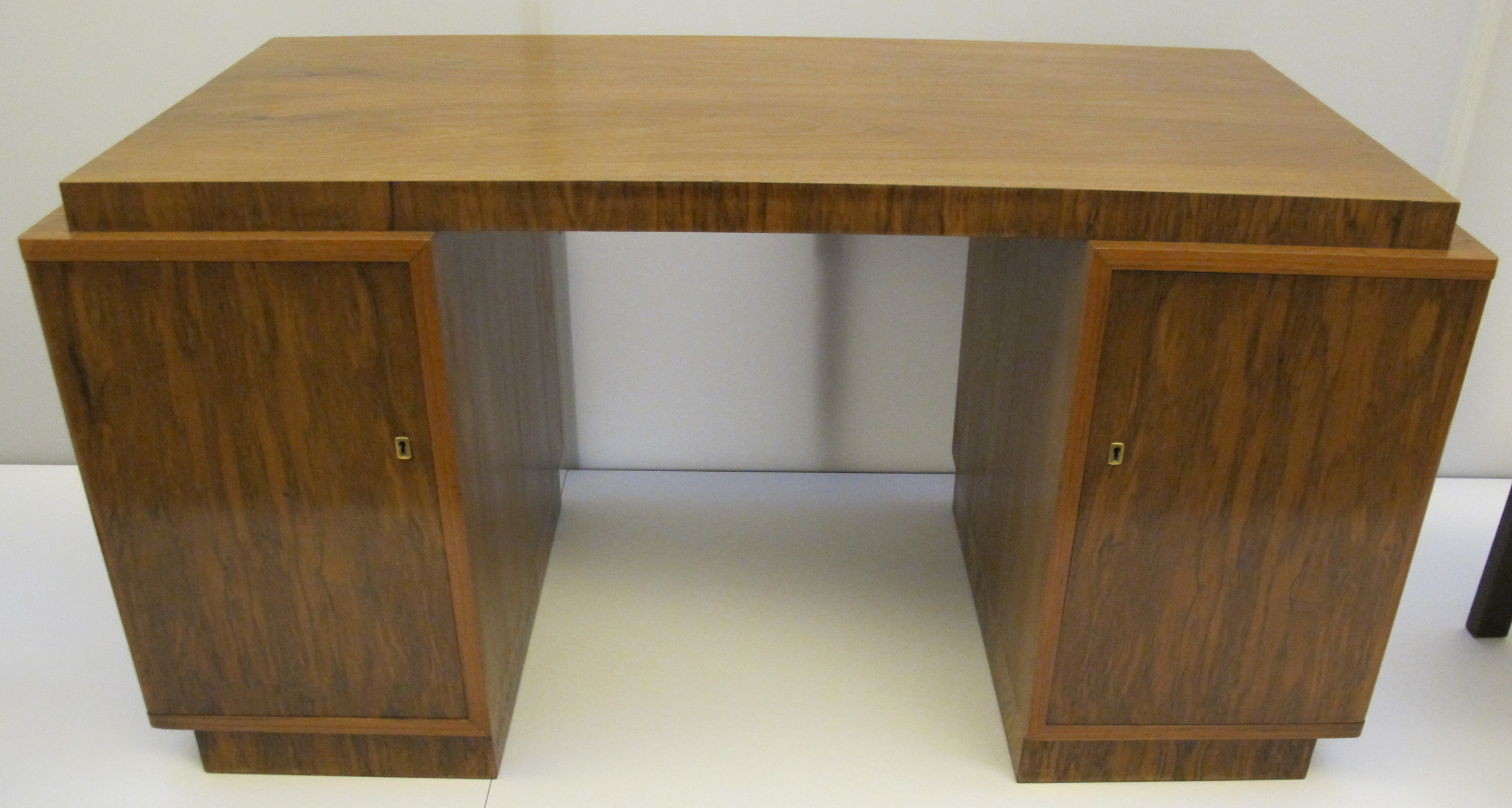
Escritorio diseñado por Erich Dieckmann (c. 1924).

## Escritorios famosos
- Bureau Mazarin, también conocido como  gabinete Mazarin, asociado al cardenal Mazarino, ministro de Luis XIV de 1642 a 1661,
- Bureau du Roi, el escritorio cilíndrico del rey Luis XV en Versalles
- Bureau de Marie-Antoinette, pequeño escritorio o mesa de escribir realizado por el ebanista Jean-Henri Riesener en 1783 para amueblar el caserío de la reina en Versalles.
- Escritorios de Pierre Gole, ebanista de Luis XIV.
- Escritorios de André-Charles Boulle para Trianon.
- Escritorio de Charles Cressent para el presidente de la República francesa, en el Palacio del Elíseo, de estilo Luis XV, de madera violeta, del siglo XVIII.
- Escritorio tipo secretaría realizado por David Roentgen para Luis XVI, decorado con un retrato de María Antonieta en marquetería. Cada cajón se abría para tocar una melodía de órgano.
- Escritorio Resolute, escritorio de muchos presidentes americanos en el Despacho Oval de la Casa Blanca, Washington.
- Escritorio de Elisa Napoleone, escritorio mecánico  construido por Giovanni Socci para Elisa Napoleone Baciocchi, princesa de Piombino y sobrina de Napoleón I.

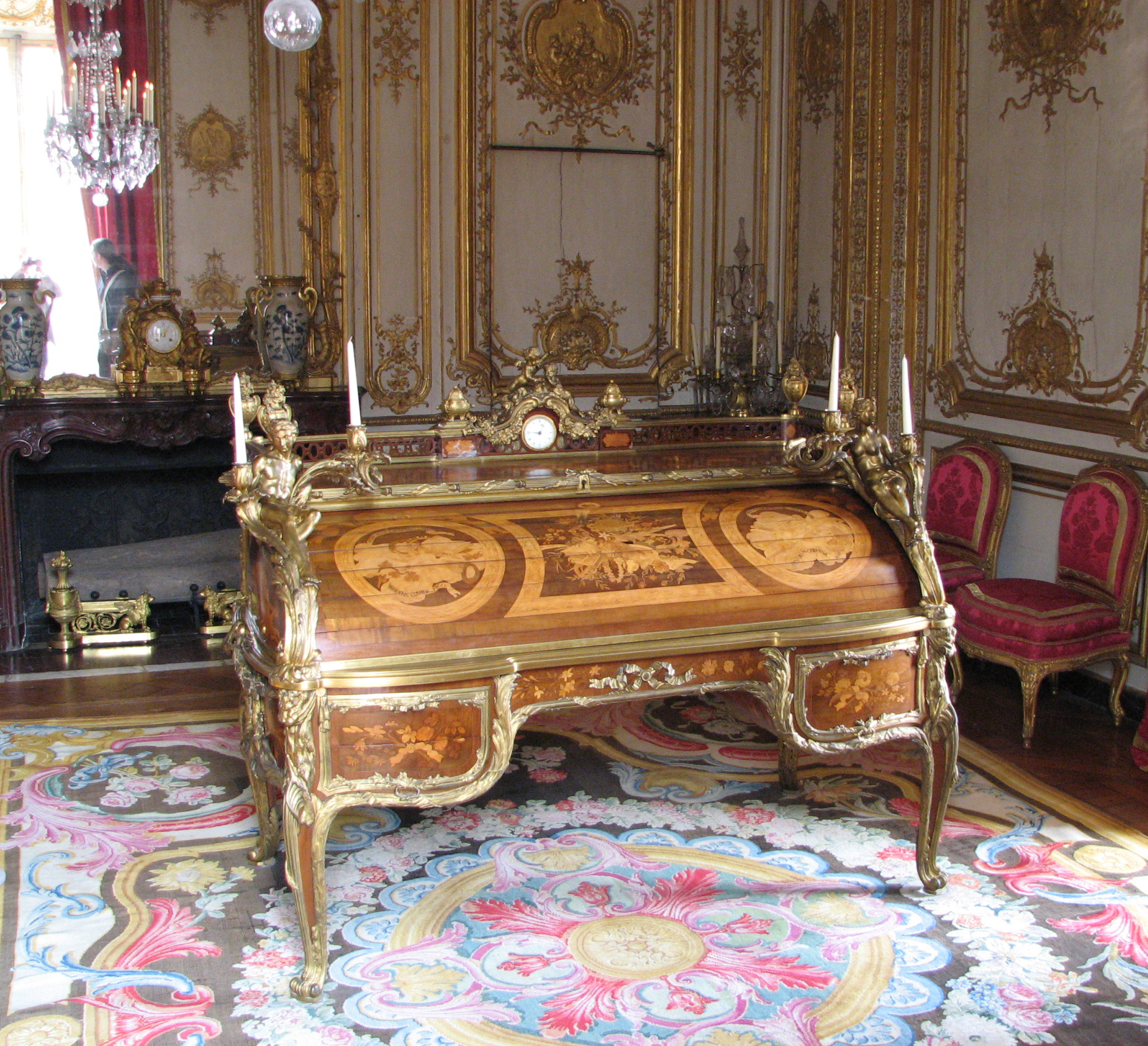
Escritorio Bureau du Roi, del rey Luis XV, en Versalles
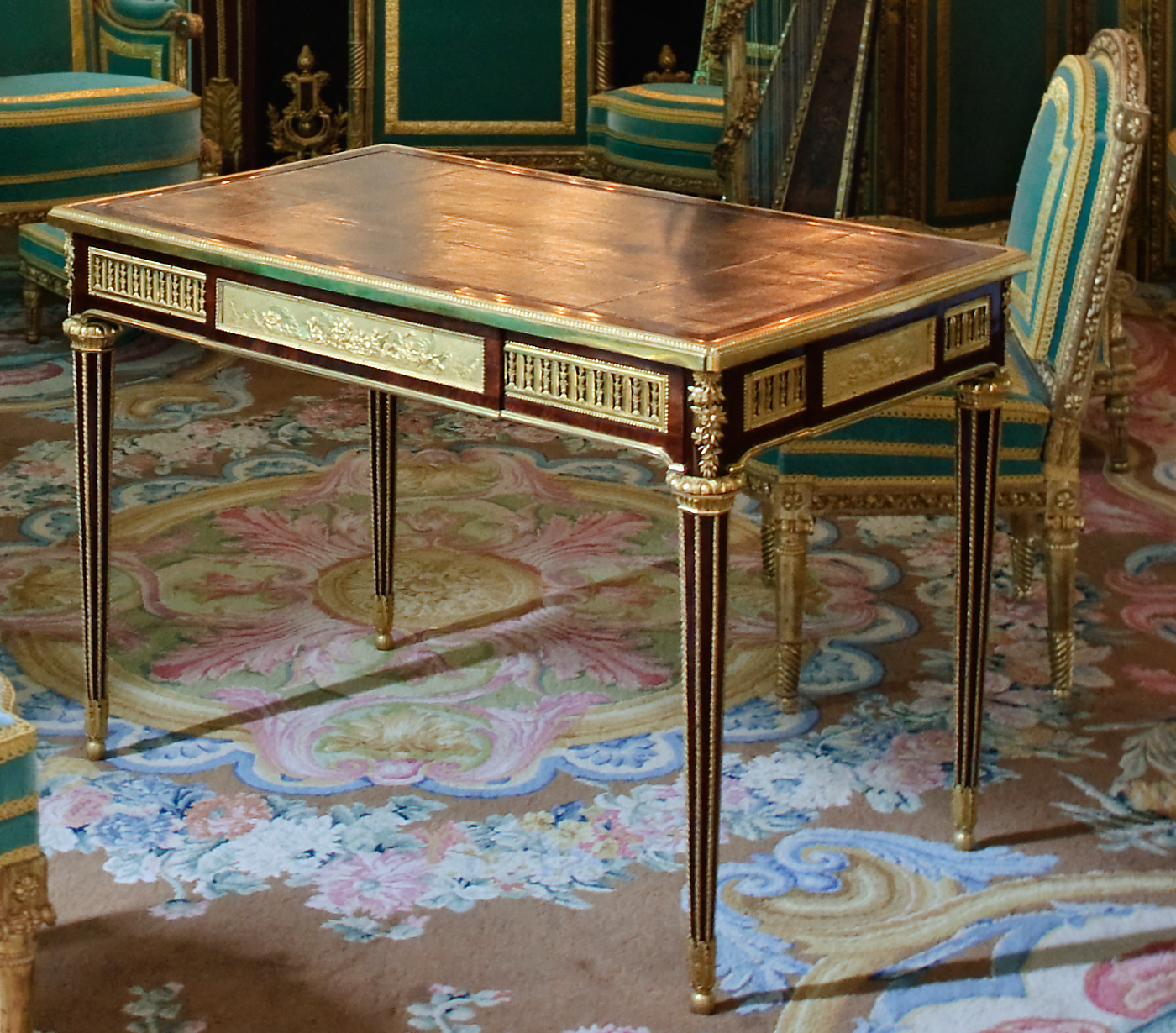
Escritorio de Marie-Antoinette
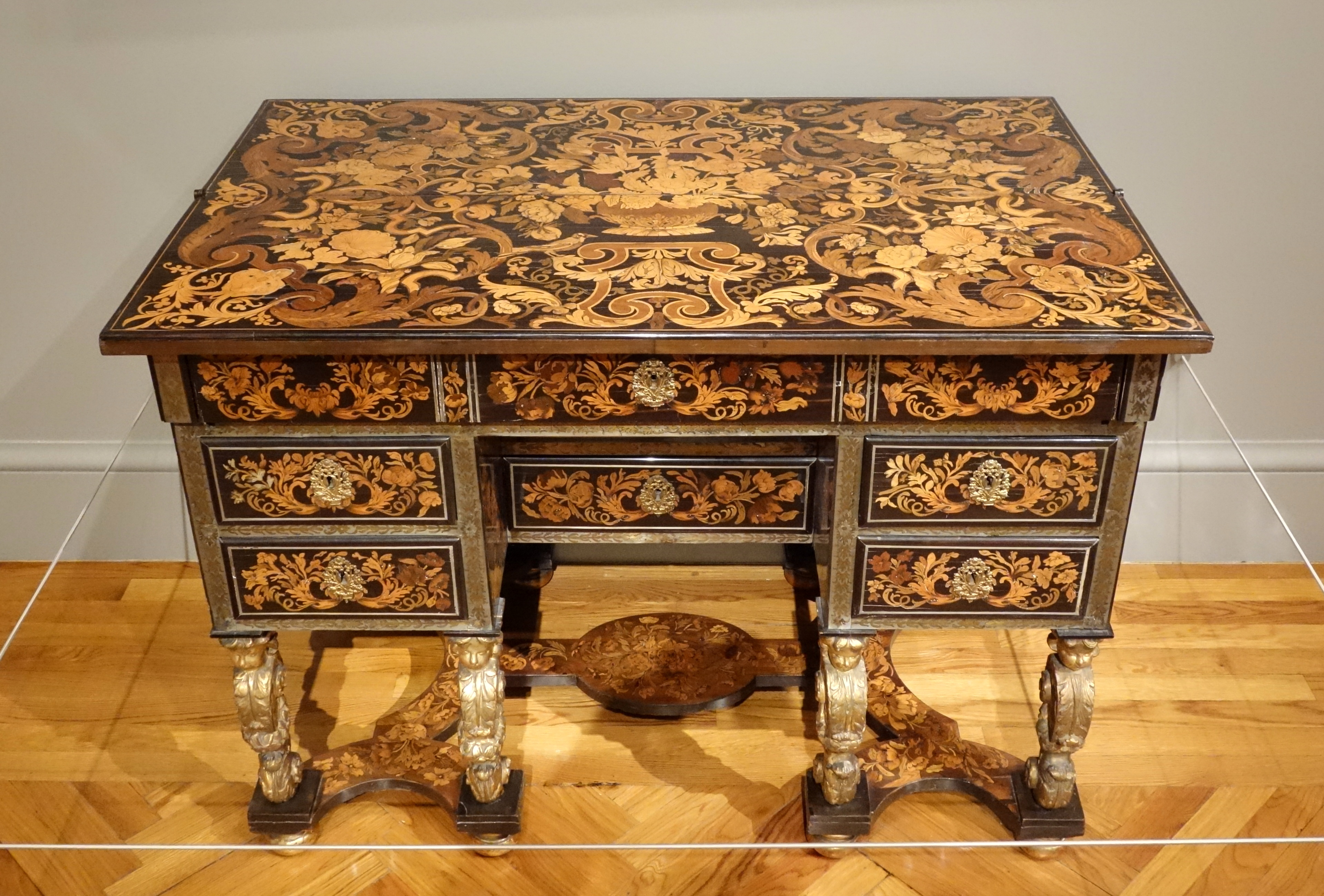
Escritorio de Pierre Gole c. 1860, actualmente  en el California Palace of the Legion of Honor.San Francisco, California, EE.UU.
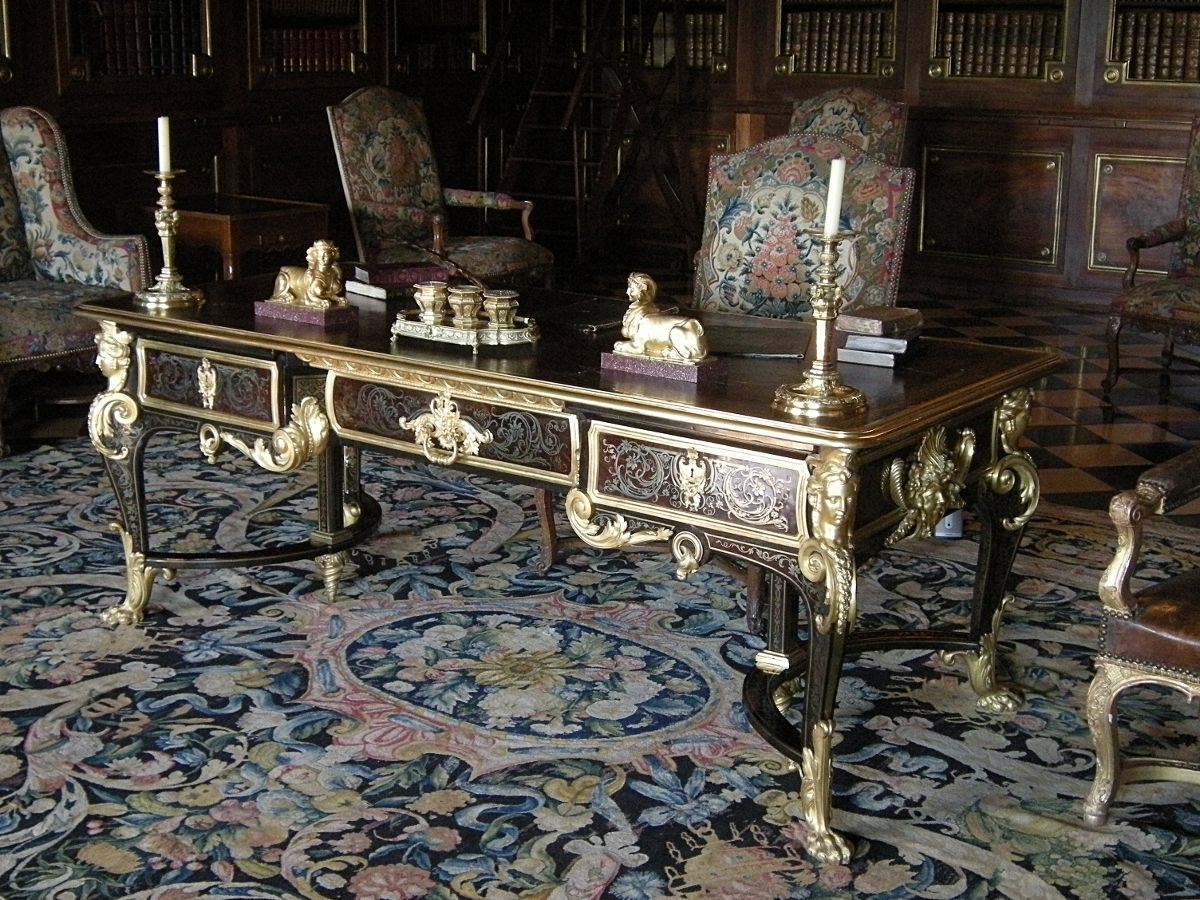
Escritorio de ébano de André-Charles Boulle, con figuras de mujeres de bronce dorado en las esquinas (Castillo de Vaux-le-Vicomte)
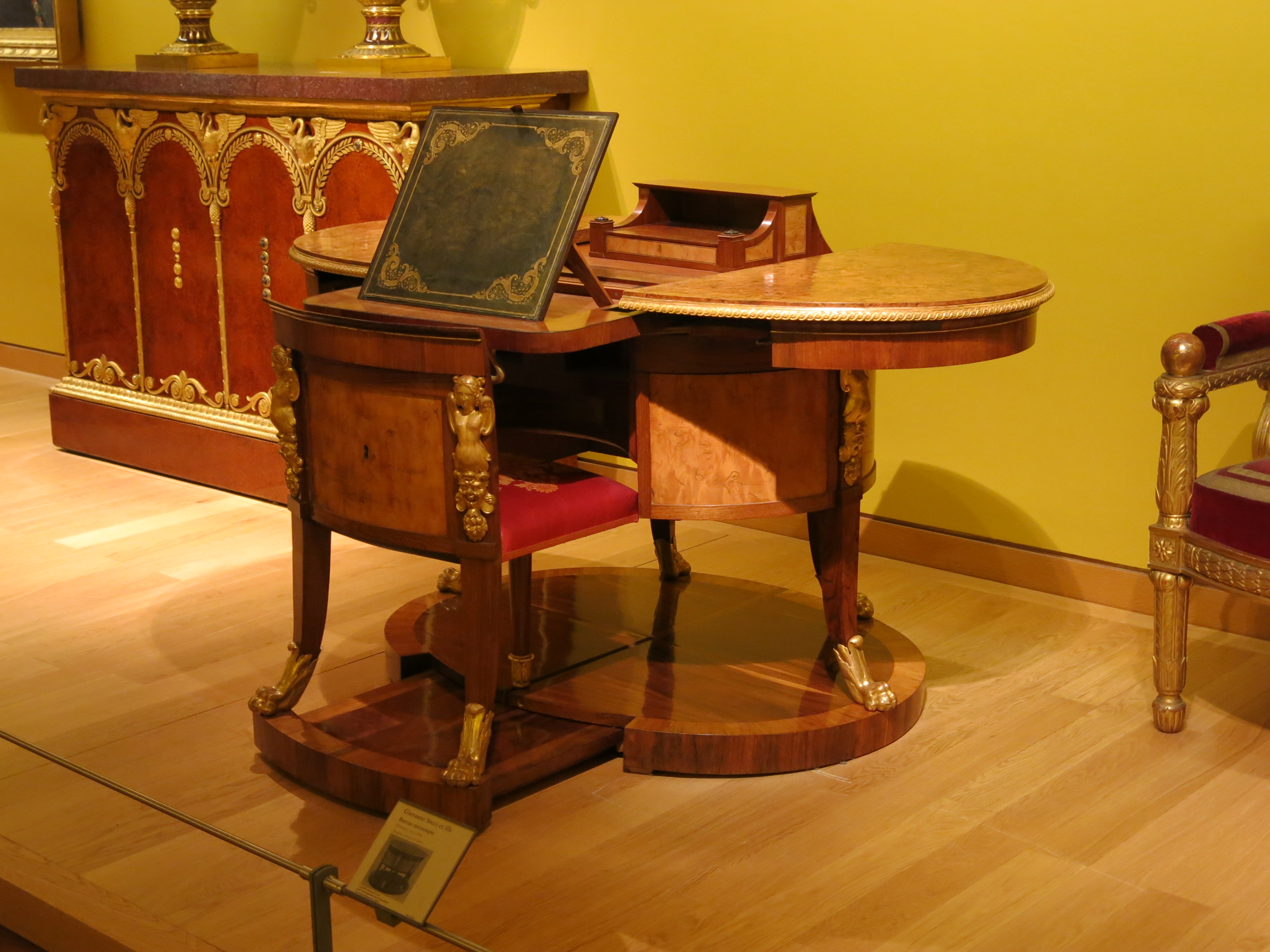
Escritorio con mecanismos para Elisa Napoleon, realizado por Giovanni Socci et fils. Olmo y raíz de caoba. Florencia hacia 1820.
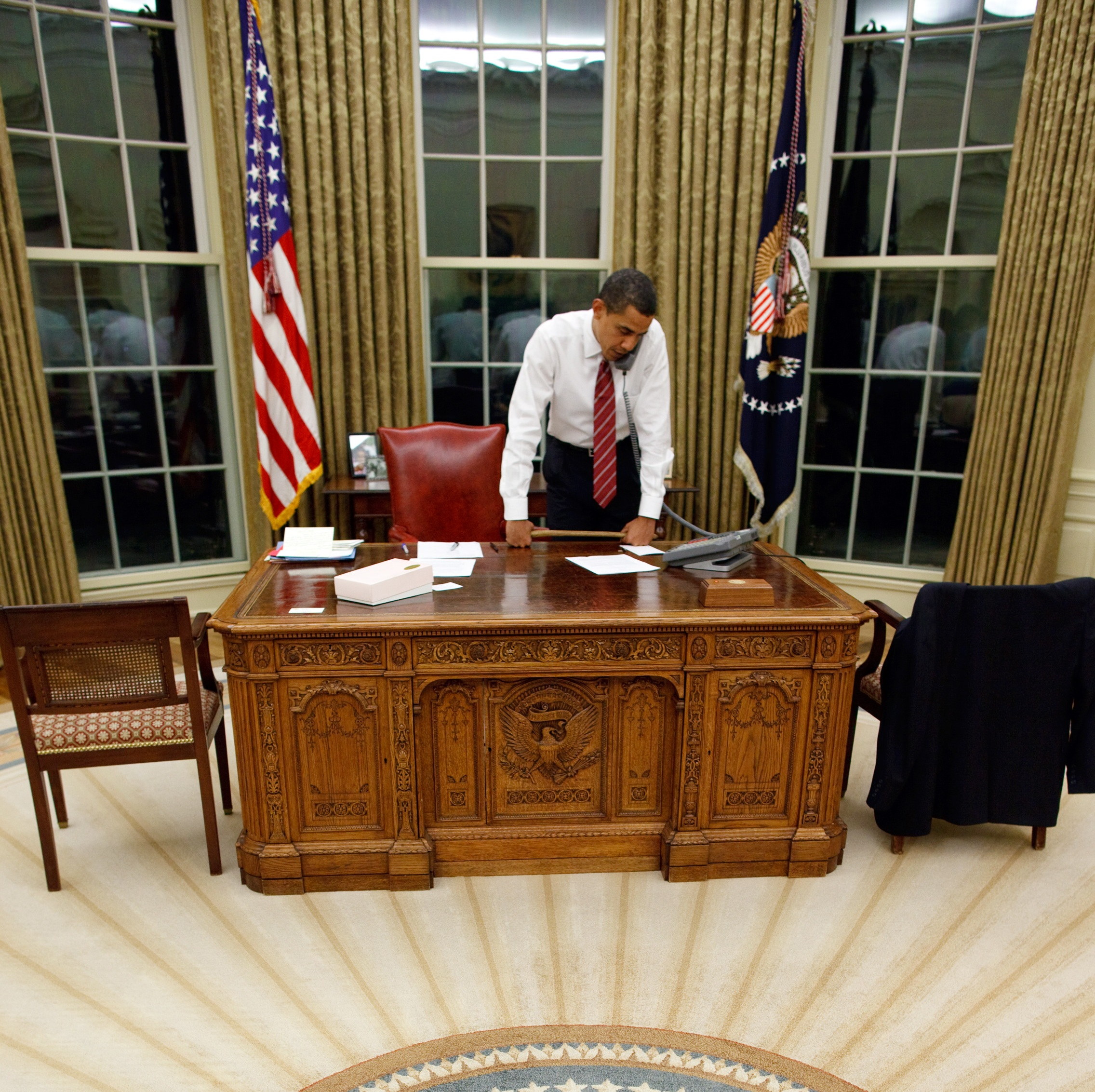
Resolute Desk (detrás Barack Obama).

## Influencia de los ordenadores

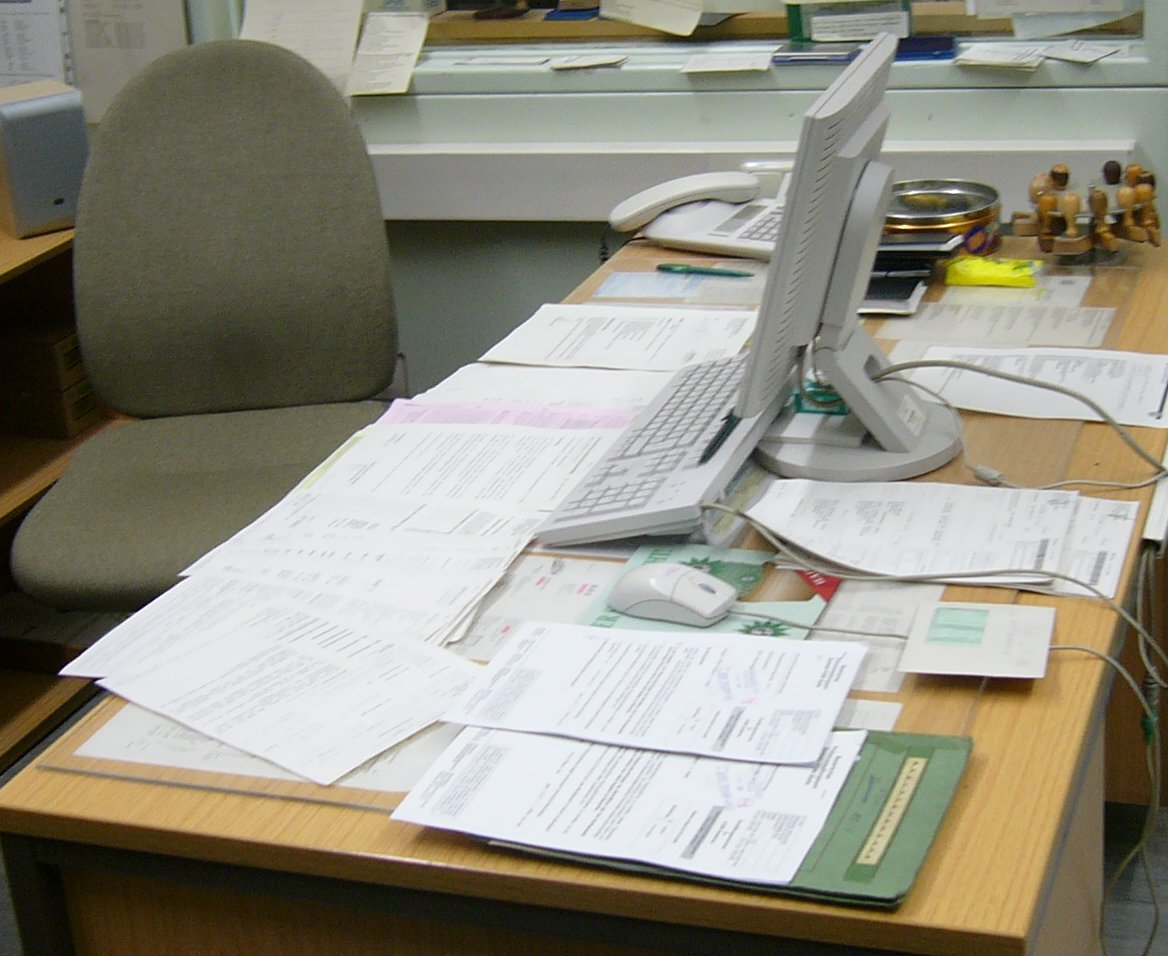
Un escritorio en una oficina.

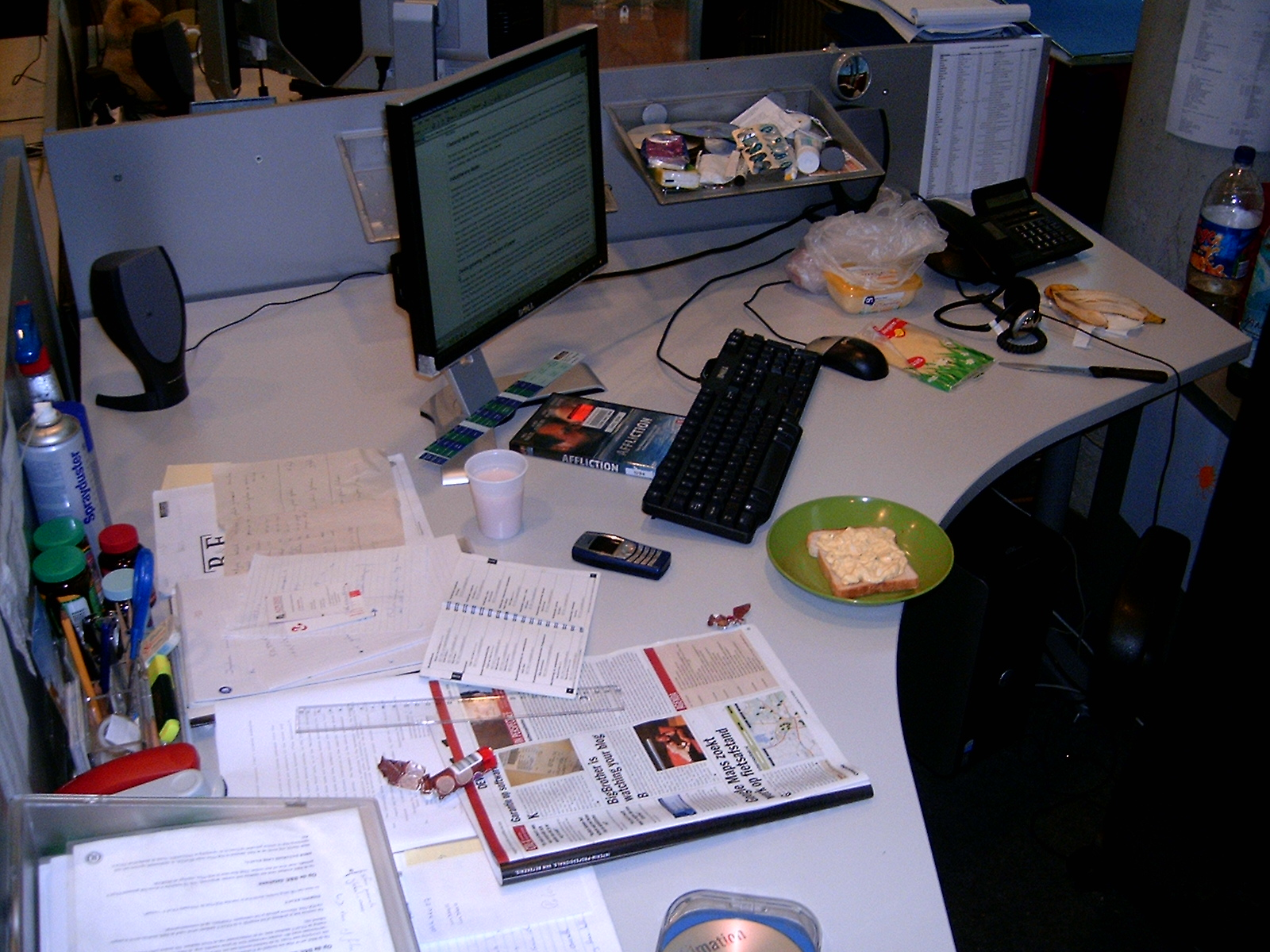
Un escritorio de oficina en un cubículo, que muestra el reparto de espacio entre componentes informáticos y documentos en papel.

Hasta finales de los años 80, los escritorios seguían siendo un lugar para el papeleo y las "máquinas de negocios", pero el ordenador personal se estaba imponiendo en las grandes y medianas empresas.  Las nuevas suites de oficina incluían un aparador con "hueco para las rodillas" que servía de lugar para un terminal u ordenador personal y una bandeja para el teclado. Pronto, los nuevos diseños de oficinas incluyeron también conjuntos en forma de "U", que añadían una superficie de trabajo puente entre el aparador trasero y el escritorio delantero. Durante la recesión norteamericana de principios de los 90, muchos directivos y ejecutivos tuvieron que realizar tareas de procesamiento de textos y otras funciones que antes realizaban mecanógrafos y secretarias.  Esto hizo necesaria una ubicación más central del ordenador en estos sistemas de escritorio en "U".
Con la generalización de los ordenadores, el "papel de ordenador" se convirtió en un suministro de oficina. El comienzo de este boom del papel dio lugar al sueño de la "oficina sin papel", en la que toda la información aparecería únicamente en monitores de ordenador. Sin embargo, la facilidad para imprimir documentos personales y la falta de comodidad para leer texto en los monitores de ordenador provocaron una gran impresión de documentos. La necesidad de más espacio llevó a algunas empresas de escritorios a colocar algunos accesorios en el panel frontal de la parte posterior del escritorio, como regletas de enchufes y organizadores de cables, en un intento de despejar el escritorio de desorden eléctrico.
Durante el "boom tecnológico" de los años 90, el número de oficinistas aumentó junto con el coste del alquiler de oficinas.  El escritorio cubículo se generalizó en Norteamérica como una forma económica de apretujar a más oficinistas en el mismo espacio, sin reducir aún más el tamaño de sus estrechas superficies de trabajo. Las paredes de los cubículos se han convertido en un nuevo lugar para que los trabajadores fijen papeles y otros objetos que antes se dejaban en la superficie horizontal del escritorio. Incluso los propios biseles de los monitores de ordenador se utilizaban para fijar notas recordatorias y tarjetas de visita.
A principios de la década de 2000, los trabajadores de oficinas privadas se dieron cuenta de que sus muebles para colocar el ordenador a los lados o detrás dificultaban mostrar el contenido de la pantalla del ordenador a invitados o compañeros de trabajo. Los fabricantes han respondido a este problema creando escritorios "orientados hacia delante", en los que los monitores de ordenador se colocan en la parte delantera de la estación de trabajo en forma de "U". La colocación del monitor hacia delante facilita la visibilidad de los compañeros y permite ver la información que aparece en la pantalla.
La sustitución de los voluminosos monitores de CRT por LCD de pantalla plana liberó mucho espacio en los escritorios.  Sin embargo, el tamaño de las pantallas solía aumentar para dar cabida a varias ventanas en pantalla y mostrar cada vez más información simultáneamente. El peso más ligero y el perfil más delgado de las nuevas pantallas permitían montarlas en brazos flexibles, de modo que podían girarse hacia la vista o apartarse del camino, y ajustarse con frecuencia según fuera necesario.